# سامبوکا دی سیچیلیا
سامبوکا دی سیچیلیا (به ایتالیایی: Sambuca di Sicilia) یک کومونه در ایتالیا است که در استان آگریجنتو واقع شده‌است. سامبوکا دی سیچیلیا ۹۵٫۸۸ کیلومتر مربع مساحت و ۶٬۲۰۷ نفر جمعیت دارد و ۳۶۴ متر بالاتر از سطح دریا واقع شده‌است.